# Děkanát Holešov
Děkanát Holešov je územní část olomoucké arcidiecéze. Tvoří ho 15 farností. Děkanem je P. Mgr. Stanislav Zatloukal (od července 2024), místoděkanem je P. Mgr.  Michal Stanislaw Krajewski (od července 2024).

## Stručná historie
Děkanát Holešov vznikl v roce 1653. Je zasvěcen sv. Janu Sarkandrovi, který působil jako farář v Holešově. V děkanátu se nachází známé moravské poutní místo Svatý Hostýn.

## Přehled farností děkanátu Holešov
| Farnost                        | Farní kostel                    | Správce                                                 | Web farnosti                                |
| ------------------------------ | ------------------------------- | ------------------------------------------------------- | ------------------------------------------- |
| Bílavsko                       | sv. Bartoloměje                 | administrátor excurrendo, Bystřice pod Hostýnem         | Archivováno 17. 2. 2018 na Wayback Machine. |
| Blazice                        | Povýšení sv. Kříže              | administrátor excurrendo, Soběchleby u Hranic na Moravě | –                                           |
| Bystřice pod Hostýnem          | sv. Jiljí                       | P. Mgr. Michal Stanislav Krajewski (od července 2024)   |                                             |
| → duchovní správa Svatý Hostýn | Nanebevzetí Panny Marie         | P. ThLic. Mgr. Ladislav Nosek, SJ (od r. 2021)          | Archivováno 26. 8. 2011 na Wayback Machine. |
| Holešov                        | Nanebevzetí Panny Marie         | P. Mgr. Stanislav Zatloukal (od července 2024)          |                                             |
| Kostelec u Holešova            | sv. Petra a Pavla               | administrátor excurrendo, Prusinovice                   | –                                           |
| Kurovice                       | sv. Kunhuty                     | administrátor excurrendo, Žeranovice                    | –                                           |
| Loukov                         | sv. Václava                     | administrátor excurrendo, Všechovice                    | –                                           |
| Ludslavice                     | sv. Václava                     | administrátor excurrendo, Žeranovice                    | –                                           |
| Prusinovice                    | sv. Kateřiny Alexandrijské      | R. D. Mgr. Petr Dolák (od července 2019)                | Archivováno 17. 2. 2018 na Wayback Machine. |
| Rajnochovice                   | Narození Panny Marie a sv. Anny | P. Mgr. Jiří Šůstek                                     | –                                           |
| Rusava                         | Povýšení sv. Kříže              | administrátor excurrendo, Bystřice pod Hostýnem         | -                                           |
| Rymice                         | sv. Bartoloměje                 | administrátor excurrendo, Holešov                       | –                                           |
| Třebětice u Holešova           | sv. Vendelína                   | administrátor excurrendo, Holešov                       | –                                           |
| Vítonice                       | sv. Cyrila a Metoděje           | administrátor excurrendo, Bystřice pod Hostýnem         | –                                           |
| Žeranovice                     | sv. Vavřince                    | R. D. Mgr. Radomír Němeček (od července 2019)           | –                                           |